# Zbrodnia w Wojtkowej
Zbrodnia w Wojtkowej – zbrodnie dokonane przez funkcjonariuszy Milicji Obywatelskiej na ukraińskiej ludności cywilnej na posterunku milicji w Wojtkowej w okresie od jesieni 1944 do wiosny 1945 roku.
Zabito tam około 40 osób, wiele przed śmiercią torturując.

## Literatura
- Jan Pisuliński, Przesiedlenie ludności ukraińskiej z Polski do USRR w latach 1944-1947, Rzeszów 2009, ISBN 978-83-7338-475-0